# Gasbeleuchtung

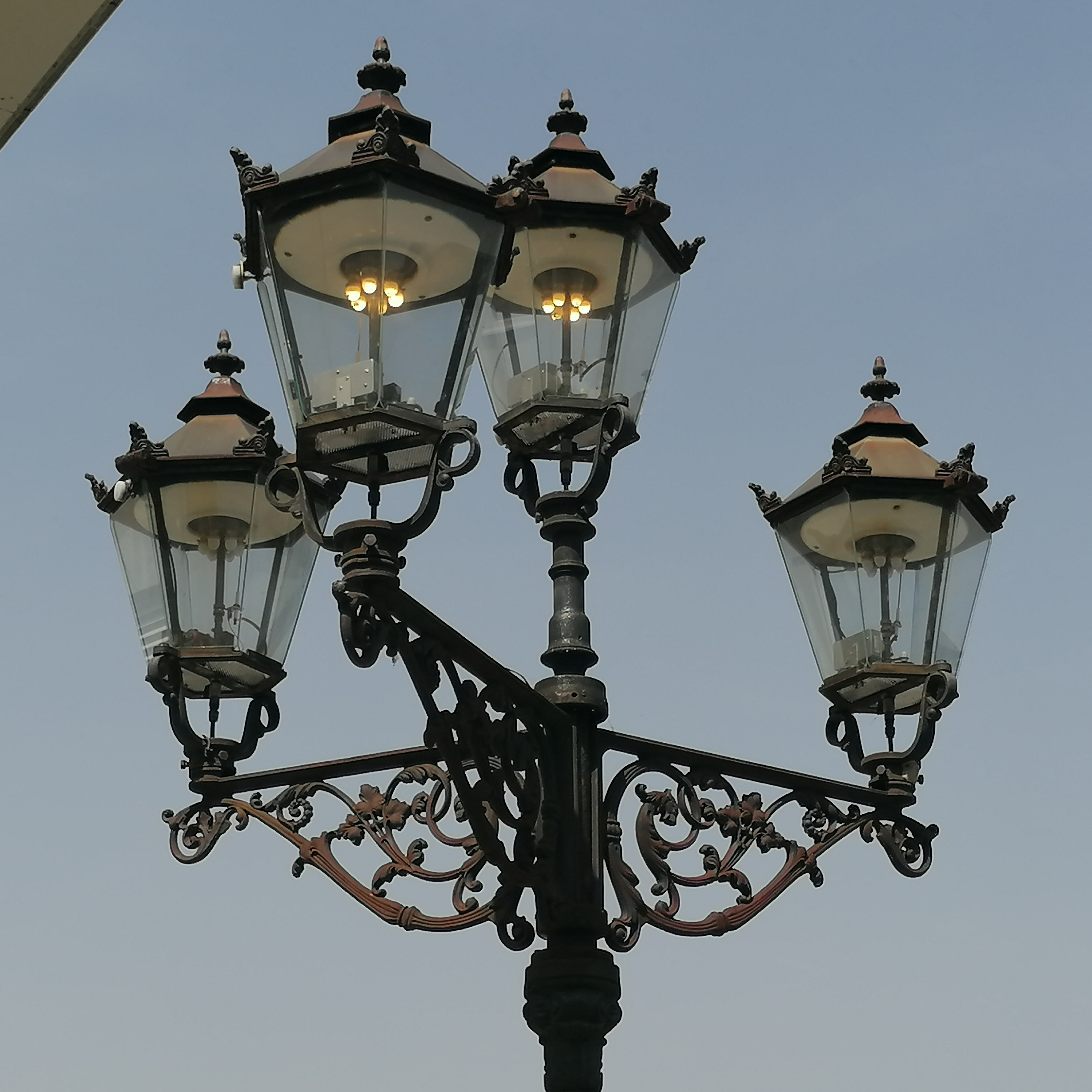
Gasleuchte in Zürich

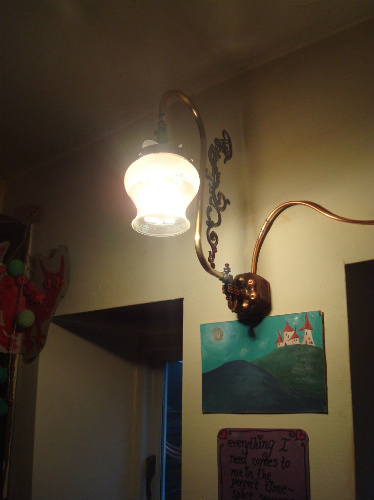
Gas-Wandleuchte zur Innenbeleuchtung

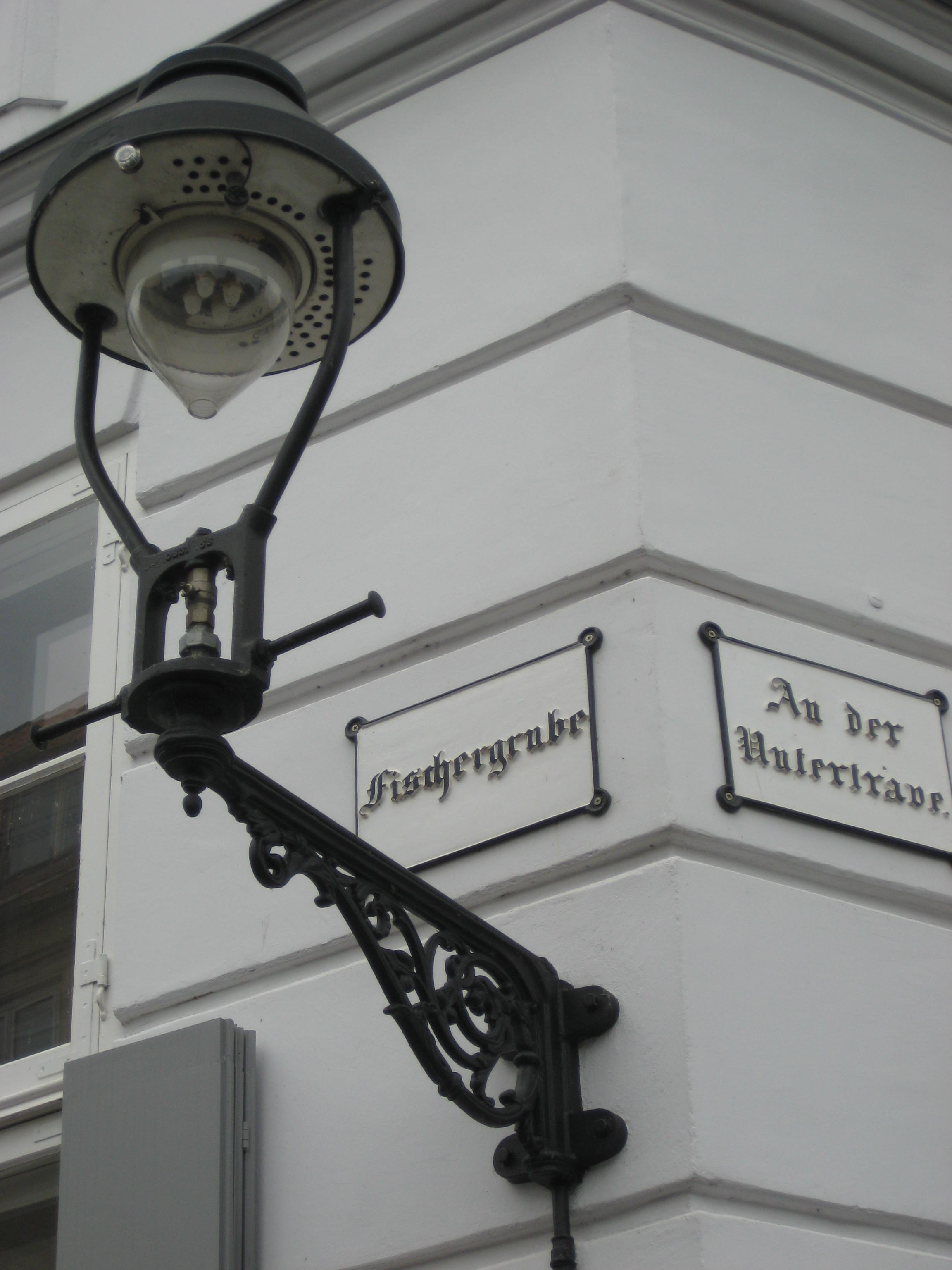
Straßenleuchte in Lübeck 2008, mit zwei Anlehnbolzen für eine Leiter

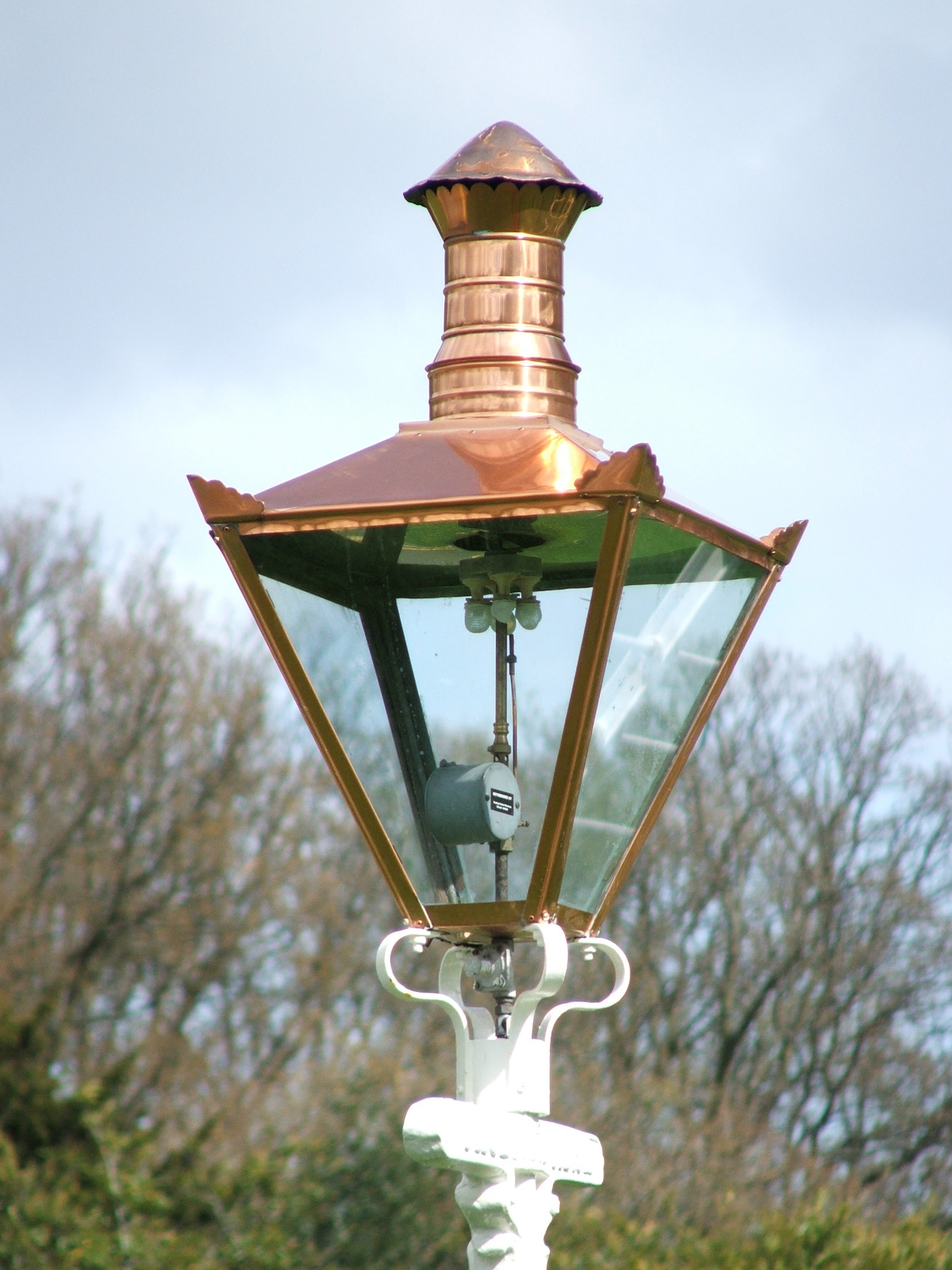
Gaslaterne in Dublin

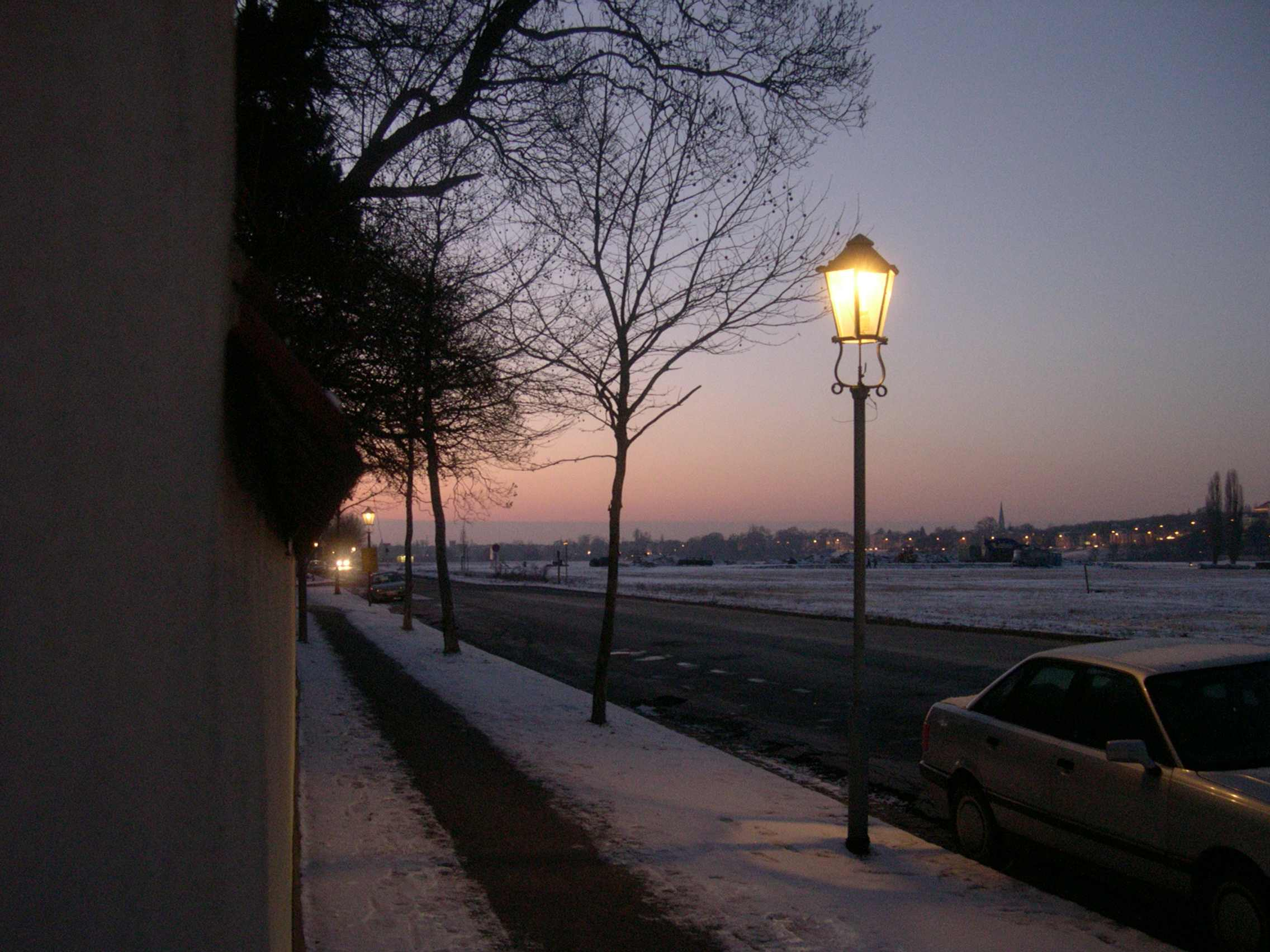
Gaslaterne in Dresden, Januar 2004, Käthe-Kollwitz-Ufer, vor der Rekonstruktion der Straße (die Gaslaternen wurden durch moderne Beleuchtung ersetzt).

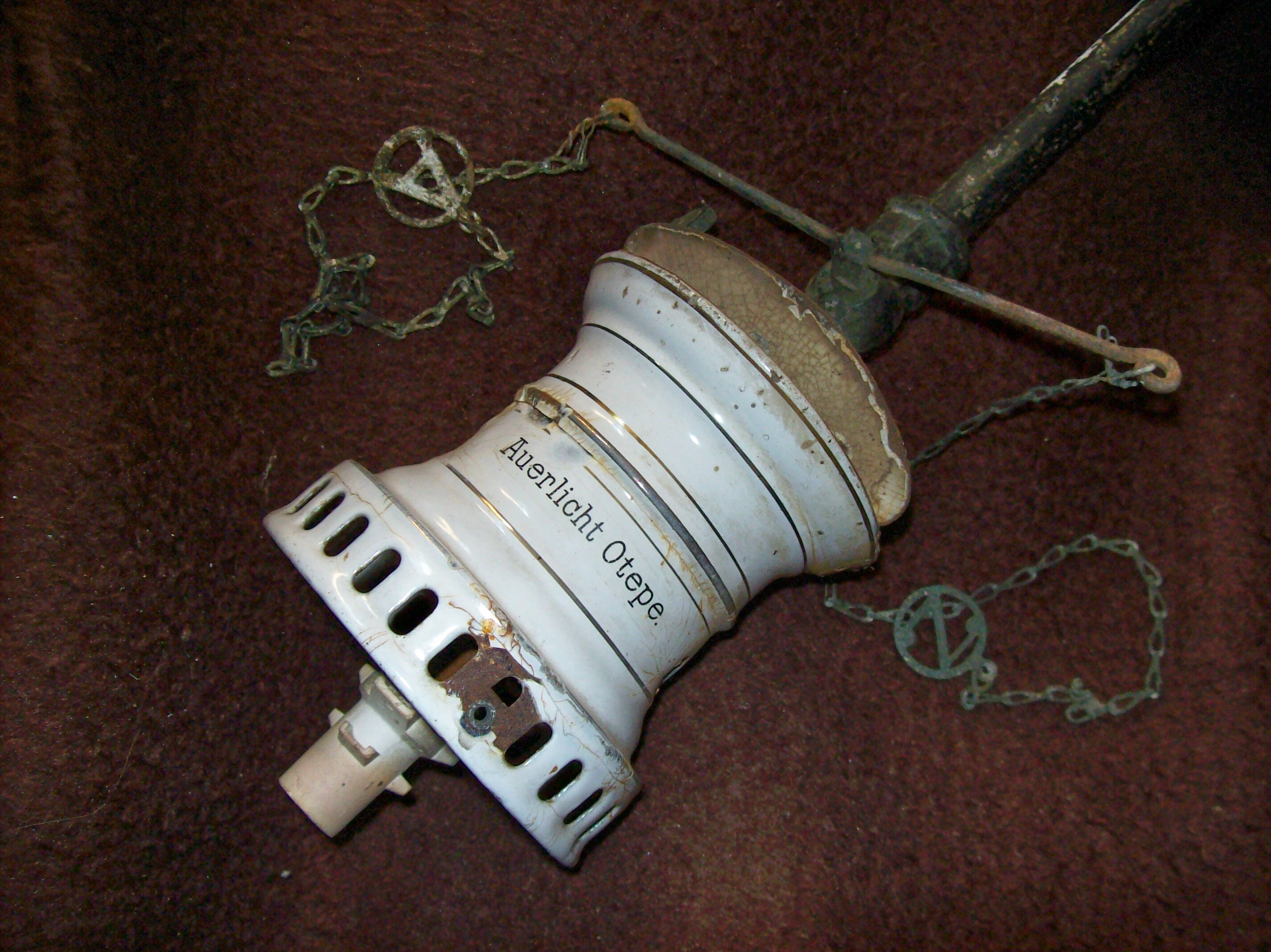
Gasleuchte für Wohnräume von Ehrich & Graetz (Deckenmontage am Rohr senkrecht nach unten); Glühstrumpf und Lampenschirm fehlen

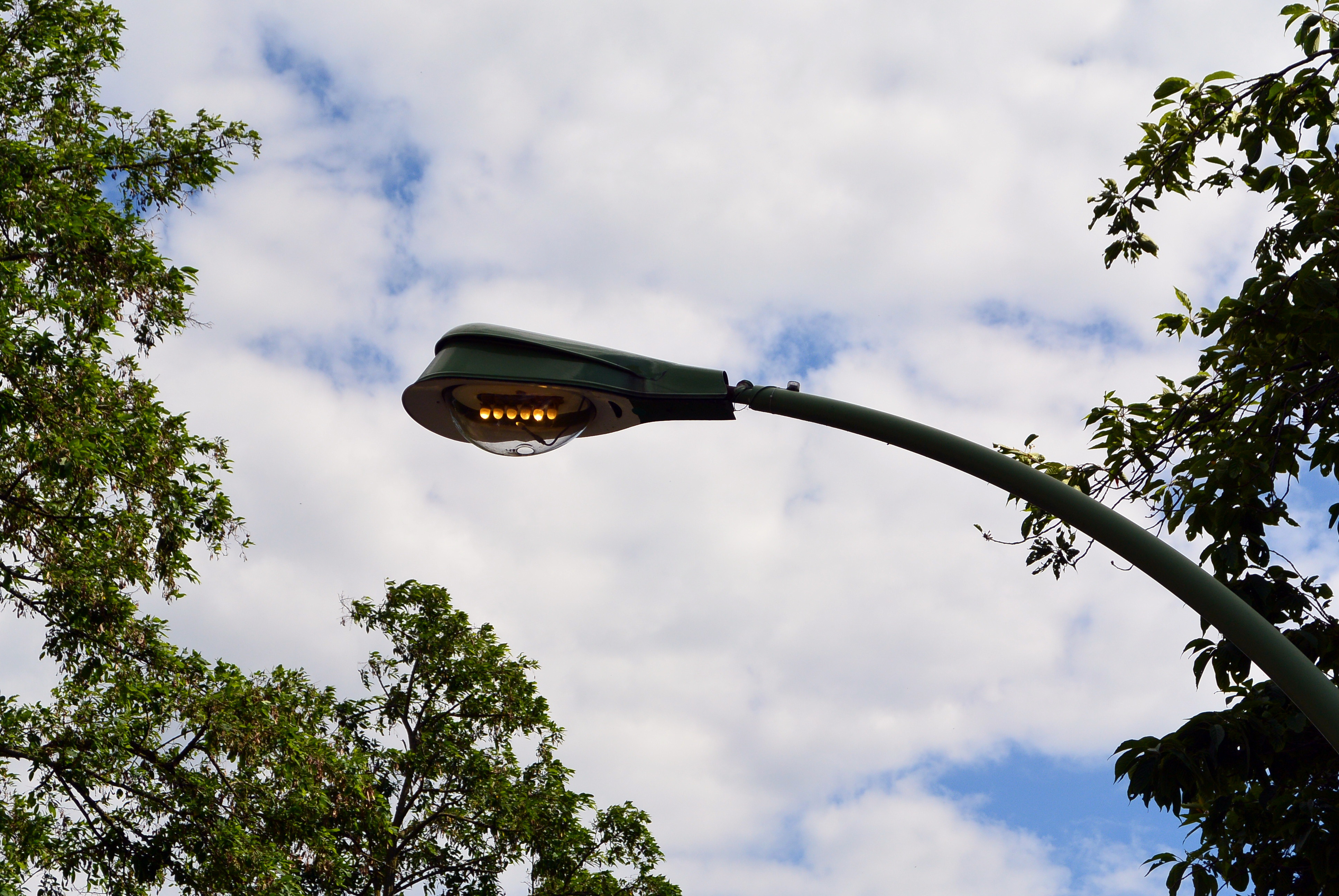
Nachkriegs-Gaslaterne, wie sie bis in die 2010er-Jahre in nahezu allen Frankfurter Wohnstraßen anzutreffen war

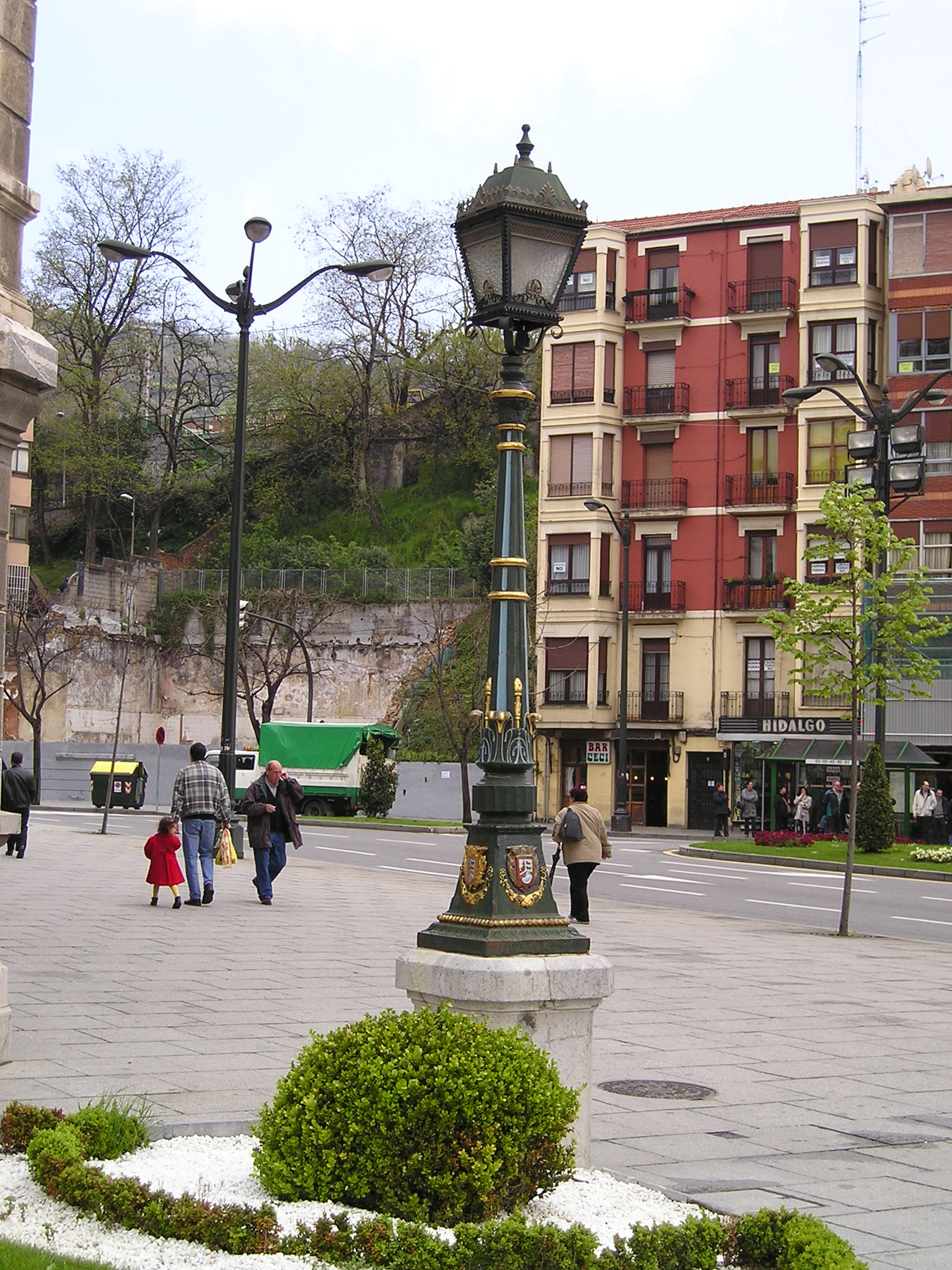
Gaslaterne mit Sockel in Bilbao

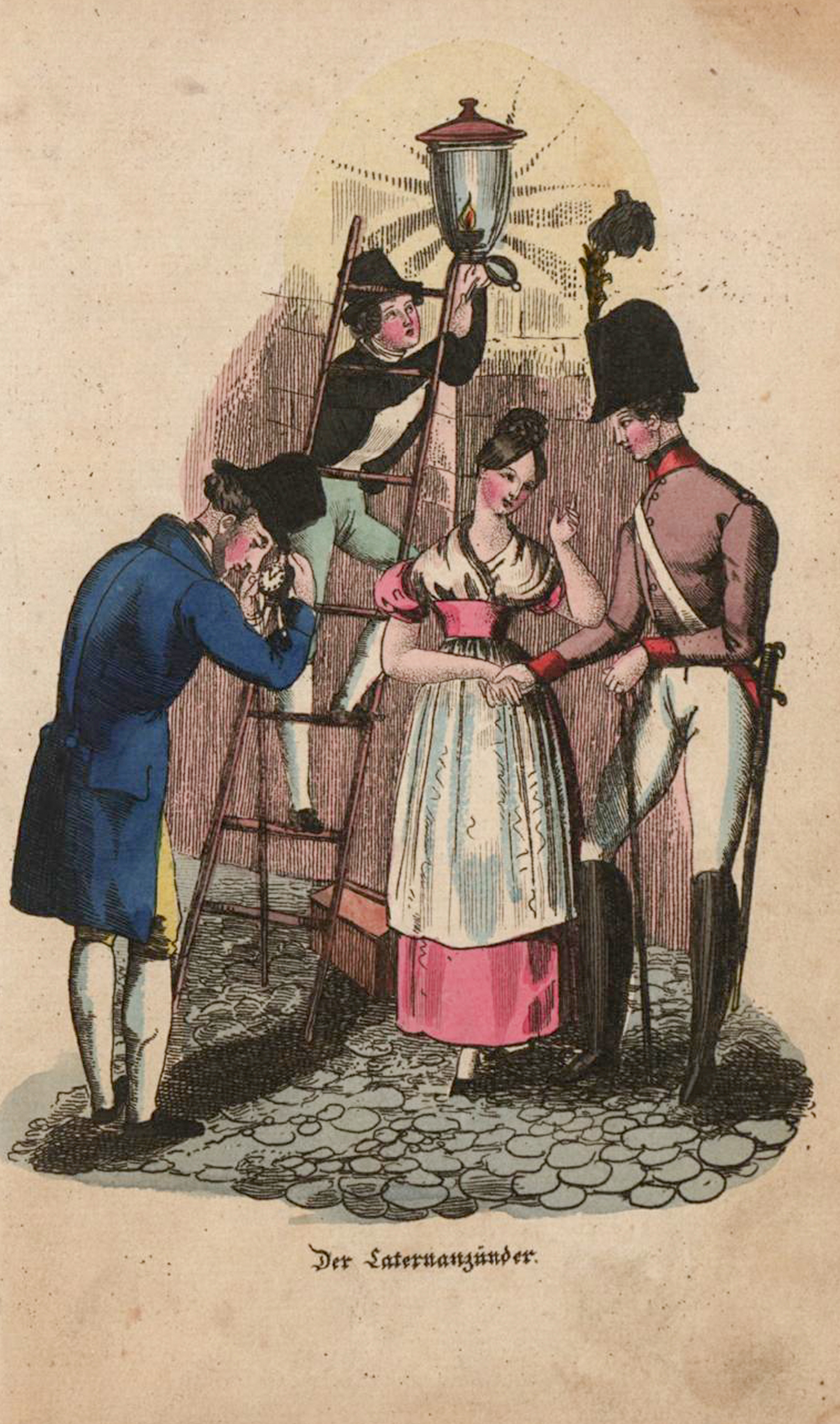
Der Laternanzünder (Lesebuch von 1835, Wien)

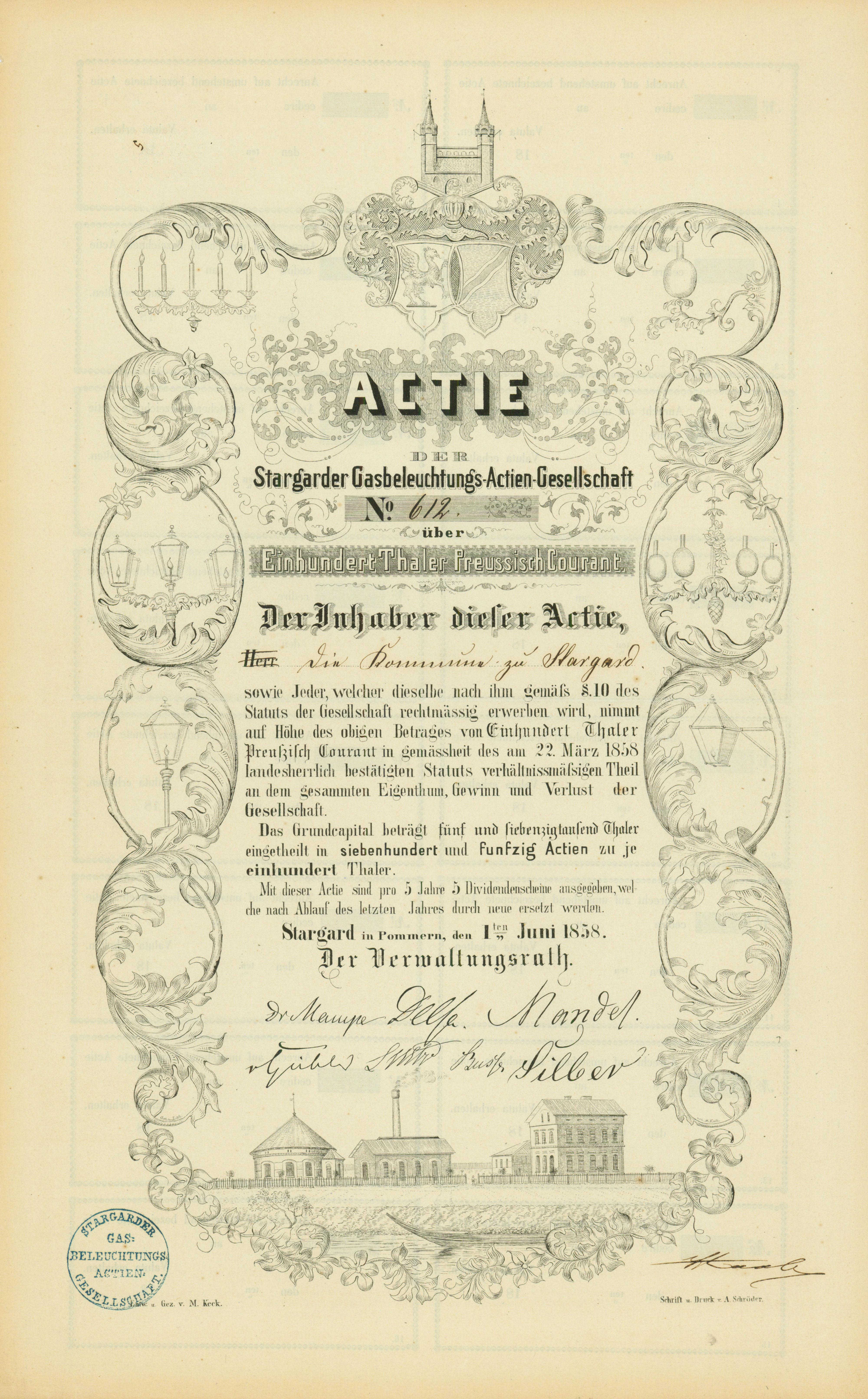
Aktie der Stargarder Gasbeleuchtungs-AG vom 1. Juni 1858

Gasbeleuchtung oder Gaslicht ist künstliches Licht, das durch brennendes Gas (früher Stadtgas, heute Erdgas) entsteht. Das Gas wird durch ein Netz von Rohrleitungen zu den Leuchten geleitet, liegt in flüssiger Form in einem Behälter nahe der Leuchte vor oder wird in ihr erzeugt.

## Öffentliche Gasbeleuchtung

### Geschichte
Seit den Anfängen der Industrialisierung beschäftigte die Verbrennung von Gas zur Fortentwicklung der hergebrachten Beleuchtung den Forschergeist in mehreren Ländern Europas. 1684 bemerkte der irische Reverend John Clayton, dass sich aus Steinkohle ein brennbares Gas gewinnen ließ. Die gleiche Beobachtung machte unabhängig von ihm der Brite Stephen Hales im Jahr 1727. Die erste funktionierende Gaslampe nahm 1785 in den Niederlanden Johannes Petrus Minckeleers in Betrieb. Im Jahr 1786 erzeugte der Würzburger Mediziner und Chemiker Johann Georg Pickel Leuchtgas durch trockene Destillation von Knochen. Der Maler Willy Jacob (1895–1968) hatte diese Szene 1936 anlässlich des 150-jährigen Jubiläums der Gasbeleuchtung in Würzburg in einem Ölgemälde dargestellt. Am 21. September 1799 erhielt in Paris Philippe Lebon ein Patent für eine mit Gas betriebene Heizlampe („Thermolampe“). Der Schotte William Murdoch und sein Assistent William Clegg stellten als erste Leuchtgas im großen Stil her und führten auch in ihren Fabriken eine Gasbeleuchtung ein. 1807/1808 gelang es Friedrich Albrecht Winzer, die ersten Gaslaternen zur Straßenbeleuchtung entlang der Pall Mall, City of Westminster in London in Betrieb zu nehmen. Die erste Gasgesellschaft, die Chartered Company, wurde 1810 vom britischen Parlament bestätigt. In Kontinentaleuropa brachte Wilhelm August Lampadius 1811 in Freiberg an seinem Wohnhaus die erste Gaslaterne an. Da sie mit offener Gasflamme ohne Glühstrumpf betrieben wurde, war sie im Vergleich zu modernen Gasleuchten sehr lichtschwach. 1816 richtete er im Königlich-Sächsischen Amalgamierwerk Halsbrücke bei Freiberg eine Anlage zur Leuchtgaserzeugung ein, die bis 1895 in Betrieb war. 1817 folgte Josef Johann Prechtl im Polytechnischen Institut in Wien.
Als Datum der ersten öffentlichen Gasbeleuchtung gilt der 1. April 1814, als man im Londoner Kirchspiel St. Margareths die Öllampen durch Gaslaternen ersetzte. Bald erwarb sich das neue Licht wegen seiner Vorzüge allgemeine Anerkennung. Als William Clegg noch weitere technische Verbesserungen einführte, wie die Reinigung des Gases durch Kalkmilch und einen Gasmessapparat, trat die neue Technik ihren Siegeszug durch die industrialisierte Welt an.
Die ersten Gemeinden mit eigenständiger Gasindustrie auf deutschem Boden waren Hannover und Berlin, die von der Imperial-Continental-Gas-Association mit Steinkohlengas versehen wurden. Diese Gesellschaft trat in Konkurrenz zur britischen Gasindustrie, ebenso wie die 1828 von Blochmann in Dresden gegründete Gesellschaft. Im gleichen Jahr errichteten Schiele und Knoblauch in Frankfurt am Main eine Gasfabrik auf Ölschieferbasis. Ebenfalls 1828 war in dem Dorf Burgk nahe Dresden eine Gaserzeugungsanlage auf Basis des lokalen Steinkohlebergbaus in Betrieb genommen und damit im ersten Dorf der Welt eine Gasbeleuchtung eingeführt wurden.
Schnell verbreitete sich die neue Beleuchtung über die ganze Erde und wurde von den Bewohnern der Großstädte als technischer Fortschritt gefeiert. Zunächst wurden die Gaslaternen von Laternenanzündern angezündet. Später wurde der Prozess automatisiert, so dass der Beruf des Laternenanzünders entfallen konnte. In der Literatur spielte der Laternenanzünder, zum Beispiel im Buch „Der kleine Prinz“ von Antoine de Saint-Exupéry, eine wichtige Rolle. Trotz aller Vorzüge blieb die Gasbeleuchtung doch noch recht lichtschwach. Erst der im späten 19. Jahrhundert von Carl Auer von Welsbach entwickelte Glühstrumpf vervielfachte die Lichtausbeute.
Die meisten deutschen Städte haben bereits in den 1960er-Jahren auf die Gasbeleuchtung verzichtet. Jedoch brennen auch in den 2020er Jahren noch in einigen deutschen Städten jede Nacht Gasstraßenleuchten – die meisten in Berlin (17.400, Stand 2025, Umrüstung auf LED kostet 10.000 € pro Leuchte, Amortisation nach 12 Jahren), gefolgt von Düsseldorf (ca. 14.000, Stand 2024), Frankfurt am Main (ca. 4000, Stand 2024), und Dresden (<1200, zumeist in historischen Stadtvierteln, Stand 2022). Einige weitere Städte betreiben noch wenige Gaslaternen. Außerhalb Deutschlands finden sich mit Stand von 2020 noch in Boston, London, South Orange und Cincinnati Bestände im niedrigen vierstelligen Bereich. Stand August 2021 gibt es nur noch zwei Städte in der Europäischen Union, in denen Gaslaternen manuell durch Laternenanzünder gezündet werden. Dabei handelt es sich um Zagreb in Kroatien und Breslau in Polen.

### Für und Wider
Früher war die Gasbeleuchtung alternativlos, weil elektrische Beleuchtung technisch nicht oder nicht ausgereift zur Verfügung stand. Auch das Stromnetz war nicht flächendeckend vorhanden. Die Lichtausbeute einer Gaslampe beträgt ca. 5 lm/W und ist daher der einer Glühlampe ebenbürtig, wobei die Glühlampe jedoch wesentlich teureren elektrischen Strom benötigt. Jedoch im Vergleich mit heutigen elektrischen Lichtquellen (Gasentladungslampe, Leuchtdiode − jeweils weit über 50 lm/W) ist die Effizienz einer Gaslampe gering. Auch bei der Betrachtung des Primärenergiebedarfs sind elektrische Lichtquellen effizienter, da die Umwandlungs- und Übertragungsverluste im Stromnetz geringer sind als die Verluste durch Leckage, im Durchschnitt längere Transportwege, Rohrreibung und Verdichterstationen im Gasnetz.
Die Kosten der Gasbeleuchtung betragen aber vor allem wegen des höheren Wartungsaufwandes ein Mehrfaches der elektrischen Beleuchtung mit Gasentladungslampen oder LED-Leuchten. Glühstrümpfe haben eine Lebensdauer von 4000 Stunden, also ebenfalls geringer als die Lebensdauer von Gasentladungslampen oder gar LED-Lampen.
Gaslicht ist prinzipiell flimmerfrei und ist nicht von Stromabschaltungen betroffen – das Ferngasnetz und Speicher puffern regionale und saisonale Produktions- und Verbrauchsschwankungen. Als Argumente für den Erhalt noch bestehender Gasbeleuchtungen wird neben dem kulturhistorischen Wert angeführt, dass die schädliche Wirkung auf Insekten geringer sei als bei elektrischem Licht und dass größere Mengen an Treibhausgasen vermieden werden könnten, wenn das für den Umbau benötigte Geld vorerst in andere Maßnahmen investiert werden würde.

### Städte mit aktiver Gasbeleuchtung
In Berlin wurde nach längerer Planung 2011 beschlossen, die Gasleuchten komplett durch eine elektrische Beleuchtung zu ersetzen. Die damals noch rund 44.000 Gasleuchten machten mehr als die Hälfte des weltweiten Bestandes aus. Aus Gründen des Denkmalschutzes regte sich heftiger Widerstand. Mittlerweile wurde beschlossen, etwa 3.300 Gasleuchten, verteilt auf 29 Bereiche in neun Bezirken, dauerhaft zu erhalten. Außerdem kommen bei der Umrüstung inzwischen zumindest teilweise LED-Varianten zum Einsatz, die weiterhin die alten Masten nutzen und sich hinsichtlich Aussehen und Lichtfarbe kaum von den Gasleuchten unterscheiden sollen. Im Jahre 2018 waren in Berlin immer noch mehr als 30.000 Gaslaternen in Betrieb, im Dezember 2019 waren es noch rund 27.500, im August 2020 noch 26.400, im Juni 2022 noch 23.400, im September 2023 noch 20.760 und im Oktober 2024 noch rund 18.300.
In Düsseldorf wird schon lange über die Zukunft der Gasbeleuchtung debattiert. 2009 setzte sich die Stadt für die Erhaltung von Gaslaternen ein, da sie das kontinuierliche Lichtspektrum und die das Stadtbild prägende Originalität besonders in historischen und älteren Stadtvierteln als erhaltenswert erachtete. Am 14. Mai 2020 stimmte der Rat der Stadt dafür, etwa 10.000 Gaslaternen zu erhalten. Damit hatte Düsseldorf „das Potential, die Welthauptstadt des Gaslichts zu werden“. Seit September 2020 stehen die Laternen unter Denkmalschutz, eine Aufnahme in die Antragsliste des Landes Nordrhein-Westfalen zum UNESCO-Weltkulturerbe wurde hingegen im Juni 2021 abgelehnt. Am 7. September 2023 revidierte der Stadtrat die Entscheidung von 2020 und entschied sich für den großflächigen Abriss der Beleuchtung; nur etwa 200 Laternen im Hofgarten sollen erhalten bleiben. Im Oktober 2024 lehnte das LVR-Amt für Denkmalpflege im Rheinland einen Antrag der Stadt zum Umbau von rund einem Drittel der Gasbeleuchtung ab und schrieb in der Stellungnahme von einem „außerordentlichen Denkmalbestand von nationaler Bedeutung“, der „[a]us denkmalfachlicher Sicht […] unbedingt in seiner weiten räumlichen Ausdehnung und der besonderen Typen- und Variantenvielfalt zu schützen [ist]“, und dass die Elektrifizierung einen Verlust des Denkmalwertes zur Folge hätte. Damit lag die Entscheidung beim Heimatministerium, das den Umbauplänen im Dezember zustimmte.
In Frankfurt am Main wurde 2009 der Abbau der Gasbeleuchtung zunächst abgelehnt. 2014 wurde beschlossen, die damals etwa 5500 Laternen durch elektrische zu ersetzen, 1400 davon sollten originalgetreu umgerüstet werden. 2016 waren noch rund 5000 übrig. Pro Jahr sollten 500 entweder durch moderne elektrische Beleuchtung oder durch historische, grüne Masten mit modernem Innenleben aus LED-Leuchten ersetzt werden. Dies sollte auch geschehen, weil Gaslaternen weniger zuverlässig seien. Die heute verwendeten, nicht mehr radioaktiven Glühstrümpfe fallen schneller aus als die früheren. Es ergaben sich jedoch praktische Probleme, wie etwa das Verlegen neuer Stromleitungen oder nicht vorhandener Platz für anderswo aufzustellende Masten. Anfang 2025 sind noch 2.975 Gaslaternen in Betrieb. Innerhalb der nächsten sechs Jahre sollen alle demontiert werden.
Auch Prag und Warschau erneuern und modernisieren ihre Gaslaternen. In Prag war die Gasbeleuchtung bereits 1985 weitgehend verschwunden und bestand 2011 noch aus ca. 500 automatisch zündenden Laternen.
In der Augsburger Fuggerei werden die letzten Gaslaternen Augsburgs bis heute betrieben. Althofen in Österreich errichtete 1998 zur Würdigung des Carl Auer von Welsbach ein Museum und installierte parallel dazu einige Gaslaternen im öffentlichen Raum.
In Nördlingen und Münster sollen die jeweils noch etwa zwanzig Leuchten entfernt werden.

### Ehemalige Gasbeleuchtungen
In Wien wurden um 1913 rund 45.000 Gaslaternen verzeichnet. 1920 begann der Übergang zur elektrischen Straßenbeleuchtung, wofür wirtschaftliche Gründe – der Betrieb einer Gaslaterne verursachte Kosten von durchschnittlich 1.300 Schilling, während der elektrische Betrieb lediglich 310 Schilling jährlich erforderte – und die Lichtausbeute – die elektrische Beleuchtung wies die dreifache Helligkeit auf – maßgeblich waren. Dennoch sollte es mehr als 40 Jahre dauern, ehe die letzte Wiener Gaslaterne erlosch. So waren in Hietzing, Döbling, Floridsdorf und Favoriten noch 1957 4.836 zu Gasinseln zusammengefasste Gaslaternen in Betrieb. So dauerte es bis zum 27. November 1962, 16 Uhr, bis im Rahmen eines Festakts in der Sauraugasse in Hietzing durch Stadtrat Karl Lakowitsch die letzte Wiener Gaslaterne zum Erlöschen gebracht und durch Bürgermeister Franz Jonas eine elektrische Straßenleuchte eingeschaltet wurde. Inspiriert durch ein Lied von Heinz Conrads entwickelte sich ein regelrechter Ansturm auf die nicht mehr benötigten Gaslaternen, die vom Wiener Gaswerk zum Schrottpreis von 700 bis 2000 Schilling abgegeben wurden. Innerhalb kürzester Zeit wurden mehr als 2000 Stück der meist im Jugendstil gehaltenen Laternen veräußert, wobei sich auch prominente Namen wie Gusti Wolf, Susi Nicoletti, Hans Moser oder Hugo Gottschlich in der Käuferliste befanden. Selbst in die USA, in den Besitz von Lotte Lehmann, nach Japan, Italien, Frankreich und Spanien wurden Wiener Gaslaternen exportiert. Die nördlichste Wiener Gaslaterne war in Norwegen nördlich des Polarkreises zu finden, während sich die südlichste in Südafrika befand. Selbst in südamerikanische Länder wurden laut den Verkaufsprotokollen Wiener Laternen exportiert.
Die letzten Leuchten in Essen wurden 2009 mit der Umgestaltung des Burgplatzes demontiert. Es handelte sich hierbei um eine Sammlung verschiedener Gasleuchten aus verschiedenen europäischen Städten.
Soltau rüstete 2023 oder kurz vorher seine letzten fünf Gaslaternen auf Elektrobetrieb um.
In Mainz waren 1966 noch 5.369 Gaslaternen in Betrieb, in den 1990ern noch über 3000, 2020 waren es noch 80. Ende 2024 wurden die letzten aufgegeben.

## Funktion, Technik und Varianten
Gasleuchten werden heute fast ausschließlich mit Glühstrumpf betrieben. Der Glühstrumpf wandelt die chemische Energie des Brennstoffes teilweise direkt in Licht um und solche Lampen haben daher eine wesentlich höhere Effizienz als Flammen.

### Öffentlicher Raum
Gaslaternen der öffentlichen Beleuchtung wurden bis etwa 1939 von Hand ein- und ausgeschaltet bzw. gezündet. Später entwickelte man Zünduhren, die das Ein- und Ausschalten zu festen Zeiten bewerkstelligten, jedoch wöchentlich aufgezogen werden mussten. Bereits ab 1936 gab es die Fernzündung. Hierbei dient eine vom Gasversorger erzeugte Druckwelle der Steuerung. In jeder Laterne ist hierzu eine mit Membranen bediente Mechanik untergebracht, die bei jeder Druckwelle umschaltet. Der Druck wurde im Augsburger Gasnetz z. B. etwa 3 bis 5 Minuten lang von 13 mbar auf etwa 21 mbar erhöht, sodass er im ganzen Rohrnetz anstand. Derartige Gasleuchten haben eine dauerhaft brennende Zündflamme – lediglich das Hauptventil wird ferngesteuert.
Besonders moderne Gasleuchten im öffentlichen Raum werden nicht mehr ferngesteuert, sondern haben je eine eigene elektrische Zünd- und Ventilsteuerung, die abhängig vom Tageslicht arbeitet. Die Energiequelle ist eine Batterie oder eine Solarzelle mit Akku. Die Geräte besitzen wie auch moderne Gasherde einen Flammensensor, um zu vermeiden, dass bei misslingender Zündung weiter Gas ausströmt.

### Hausbeleuchtung
Gasleuchten fanden auch an und in Wohngebäuden und -räumen Verwendung. Sie wurden wie auch die Gasherde aus dem Gasnetz gespeist, hingen an der Decke oder waren an der Wand montiert und verfügten über ein mittels zweier Kettchen bedienbares Absperrventil, welches unmittelbar bei der Lampe im sie speisenden und zugleich tragenden Rohr angebracht war.
Da die Gasleuchten wartungsintensiv waren, der Raumluft Sauerstoff entzogen und zuweilen unangenehm rochen, wurden sie nach dem Aufbau des Elektrizitätsnetzes recht bald durch die wesentlich bequemer zu bedienende elektrische Beleuchtung ersetzt.
In alten Stadthäusern sind insbesondere in Hausdurchfahrten und Gängen mitunter noch Auslässe einer Unterputz-Gasrohrinstallation mit typisch 20–30 mm Außendurchmesser zu sehen, auch in Stuckdecken von Gründerzeithäusern sind manchmal noch Gasrohre zu finden, die später oft als Installationsrohre für Elektroleitungen verwendet wurden.

### Mobile Gasleuchten
Beim Camping sind Gaslampen üblich, die ihr Gas aus Gasflaschen oder angebauten Gaskartuschen erhalten. Es handelt sich um flüssiges Propan/Butan-Gemisch. Aufgrund des verminderten Siedens sind diese Leuchten bzw. andere mit Kartuschen betriebene Geräte bei strengem Frost je nach Gasmischverhältnis Propan zu Butan nicht mehr funktionsfähig.
Sogenannte Starklichtlampen haben diesen Nachteil nicht, müssen jedoch aufwendiger gezündet werden; sie arbeiten mit flüssigen Brennstoffen wie Benzin oder Petroleum, welches in einem durch die Flamme geheizten Rohr oder in einer Hülse zunächst verdampfen muss. Der Verdampfer muss zunächst mittels offener Flamme vorgeheizt werden. Der Brennstoff wird durch eine kleine Hand-Luftpumpe durch Druck aus dem Tank gefördert.

#### Karbidlampen
Eine mobile Gaslampe, die heute allerdings fast keine Bedeutung mehr hat, ist die Karbidlampe. Sie arbeitet ohne Glühstrumpf – lediglich die kohlenstoffreiche, heiße Flamme leuchtet aufgrund der Rußteilchen beim Verbrennen von in der Lampe erzeugtem Ethin. Das Gas entsteht durch handdosierte Zugabe von Wasser zu einem Karbid-Vorrat. Karbidlampen wurden als Fahrzeugbeleuchtung und im Untertage-Bergbau eingesetzt. Heute findet sie nur noch in der Höhlenforschung oder in Entwicklungsländern Verwendung.
Zwei schräg zueinander gerichtete Ausströmöffnungen einer Keramikdüse (Gasdurchsatz ca. 14 Liter/Stunde) ergeben eine 2–4 cm² große flache Flamme, die geometrisch vorzugsweise in zwei gegenüberliegende waagrechte Richtungen leuchtet. Sie ist daher zum Beispiel gut zur zweiseitigen inneren Beleuchtung der Signallaterne einer Eisenbahnweiche oder als seitlich abstehende Fahrzeugbeleuchtung geeignet.
Kleine, vernickelte Karbidlampen wurden für Fahrräder hergestellt und mittels eines gefederten Parallelogramms aus Draht- und Blechteilen montiert, um Stöße zu vermeiden. Erschütterungen hätten das unbeabsichtigte Hineinspritzen von Wasser in den Gasentwicklerraum und in der Folge zu starke Gasentwicklung verursacht. Karbidlampen aus der Zeit des Zweiten Weltkriegs sind aus Bakelit, Messing und Aluminium hergestellt und haben Glasfenster und einen gläsernen Wölbspiegel im Laternengehäuse. Mit geschätzt etwa 120 g körniger Karbidfüllung und 100 ml Wasser im Tank kann die Lampe etwa 8 Stunden betrieben werden.

## Gaslaternen-Freilichtmuseum Berlin
1978 wurde von der Senatsverwaltung für Bauen, Wohnen und Verkehr in Zusammenarbeit mit der Gasag (Berliner Gaswerke Aktiengesellschaft) das Gaslaternen-Freilichtmuseum eröffnet. Die Ausstellung befindet sich in unmittelbarer Nähe des S-Bahnhofs Tiergarten, enthält zurzeit (2009) 90 Exponate aus 25 deutschen und 11 weiteren europäischen Städten und ist damit die größte in Europa. Das Museum wird durch den Arbeitskreis Licht im Auftrag des Deutschen Technikmuseums Berlin wissenschaftlich betreut. Inzwischen ist das Gaslaternen-Freilichtmuseum in einem schlechten Zustand und soll in dieser Form nicht weiter betrieben werden.

## Trivia
Das Denkmal De Monn mit da long Stong auf dem Alten Markt in Dudweiler erinnert an die früheren Gaslaternenanzünder.
Im 1907 verfassten politischen Gedicht Der Revoluzzer von Erich Mühsam spielen Gaslaternen eine zentrale Rolle.